# Star Karaorman
Star Karaorman (makedonska: Стар Караорман) är en ort i Nordmakedonien. Den ligger i kommunen Karbinci, i den centrala delen av landet, 70 kilometer öster om huvudstaden Skopje. Star Karaorman ligger 289 meter över havet och antalet invånare är 611.